# Stone the Crows
Stone the Crows — блюз-роковая группа, образованная в Глазго в конце 1969 года. Коллектив распался вскоре после трагического инцидента произошедшего с их фротменом Лесли Харви, который погиб от удара током спровоцированным незаземлённым микрофоном.

## История
Костяк будущей группы был образован после того как старший брат Лесли Харви, Алекс, познакомил его с вокалисткой Мэгги Белл. После совместных выступлений в составе The Kinning Park Ramblers, они сформировали собственный коллектив под названием Power, впоследствии переименованный в Stone The Crows (в английском языке это словосочетание используется для выражения шока или удивления, которое можно перевести как — «не может быть!») менеджером Led Zeppelin Питером Грантом. Впоследствии занявшим место руководителя группы, наряду с Марком Лондоном, который, в первую очередь, был известен в качестве соавтора хита Лулу «To Sir with Love», а также был женат на менеджере этой певицы — Мэрион Мэсси. Помимо этого Лондон был менеджером предшествующего Stone the Crows, схожего в музыкальном плане, шотландского проекта — Cartoon, который финансировал Питер Грант, а Лесли Харви играл в нём на гитаре.

## Оригинальный музыкальный состав
- Мэгги Белл — вокал
- Лесли Харви[англ.] — гитара
- Колин Аллен — ударные
- Джеймс Дьюар[англ.] — бас-гитара, бэк-вокал
- Джон Макгиннис — клавишные

Этим составом музыкантов были записаны первые два альбома группы. Вокал Мэгги Белл часто сравнивали с голосом певицы Дженис Джоплин.

## Второй состав и смерть Лесли Харви
Макгиннис и Дьюар покинули группу в 1971 году, им на смену пришли Ронни Лихи и Стивен Томпсоном соответственно .
В мае 1972 года гитарист Лес Харви умер от удара электрическим током во время выступления группы в концертном зале «Top Rank Suite» города Суонси. Провода, которыми было подключено музыкальное оборудование, были повреждены зрителями, и хотя дорожная бригада попыталась исправить дефект собственными силами, они не заметили оторванный кабель заземления. Харви почувствовал электрический разряд, когда потянулся к микрофону, а его пальцы коснулись металлических гитарных струн. По словам очевидцев, его тело взлетело в воздух и замерло, когда гитара соприкоснулась с микрофонной стойкой. Товарищи по группе, которые пытались спасти его, сами находились в шоковом состоянии, и только когда кто-то выбил гитару из рук музыканта, медицинский персонал смог оказать ему первую помощь. По прибытии в больницу врачи констатировали смерть гитариста.
Новым ведущим гитаристом группы стал Джимми Маккаллох. После смерти Харви, который был основным композитором коллектива, Stone the Crows сменили музыкальное направление.

## После распада группы
Несмотря на первоначальную замену Харви новым музыкантом, группа распалась в июне 1973 года. После этого Питер Грант стал менеджером Мэгги Белл, решившей начать сольную карьеру. Под руководством Гранта она записала два альбома, Queen of the Night (1974) и Suicide Sal (1975), а также совместную пластинку с группой Midnight Flyer (менеджером которых также был Грант), в 1981 году. Помимо этого, Белл известна сотрудничеством с известным британским певцом Родом Стюартом, поучаствовав в записи его альбома Every Picture Tells a Story (1971) в качестве сессионной вокалистки — в частности исполнив вместе с ним заглавную композицию пластинки (в примечаниях её вокал назван «вокальными абразивами» — «vocal abrasives»). В свою очередь, Джимми Маккаллох присоединился к группе Wings Пола Маккартни, где выступал в период с 1974 по 1977 годы.

## Дискография

### Студийные альбомы
- Stone the Crows (1970)
- Ode to John Law (1970)
- Teenage Licks (1971)
- Ontinuous Performance (1972) - UK Number 33[9]

### Концертные альбомы
- The BBC Sessions - Volume 1 - 1969-1970 (1998)
- The BBC Sessions - Volume 2 - 1970-1971 (1998)
- Live Montreux 1972 (2002)
- Radio Sessions 1969-1972 (2009) (2CD)
- BBC Sessions 1969-1972 (2014) (2LP)